# Gabriel Bacquier
Répertoire
- Debussy : Pelléas et Mélisande
- Mozart : Così fan tutte,  Don Giovanni, Les Noces de Figaro
- Offenbach : La Belle Hélène, Les Contes d'Hoffmann, La Périchole
- Puccini : Tosca
- Verdi : La Force du destin, Falstaff, Otello

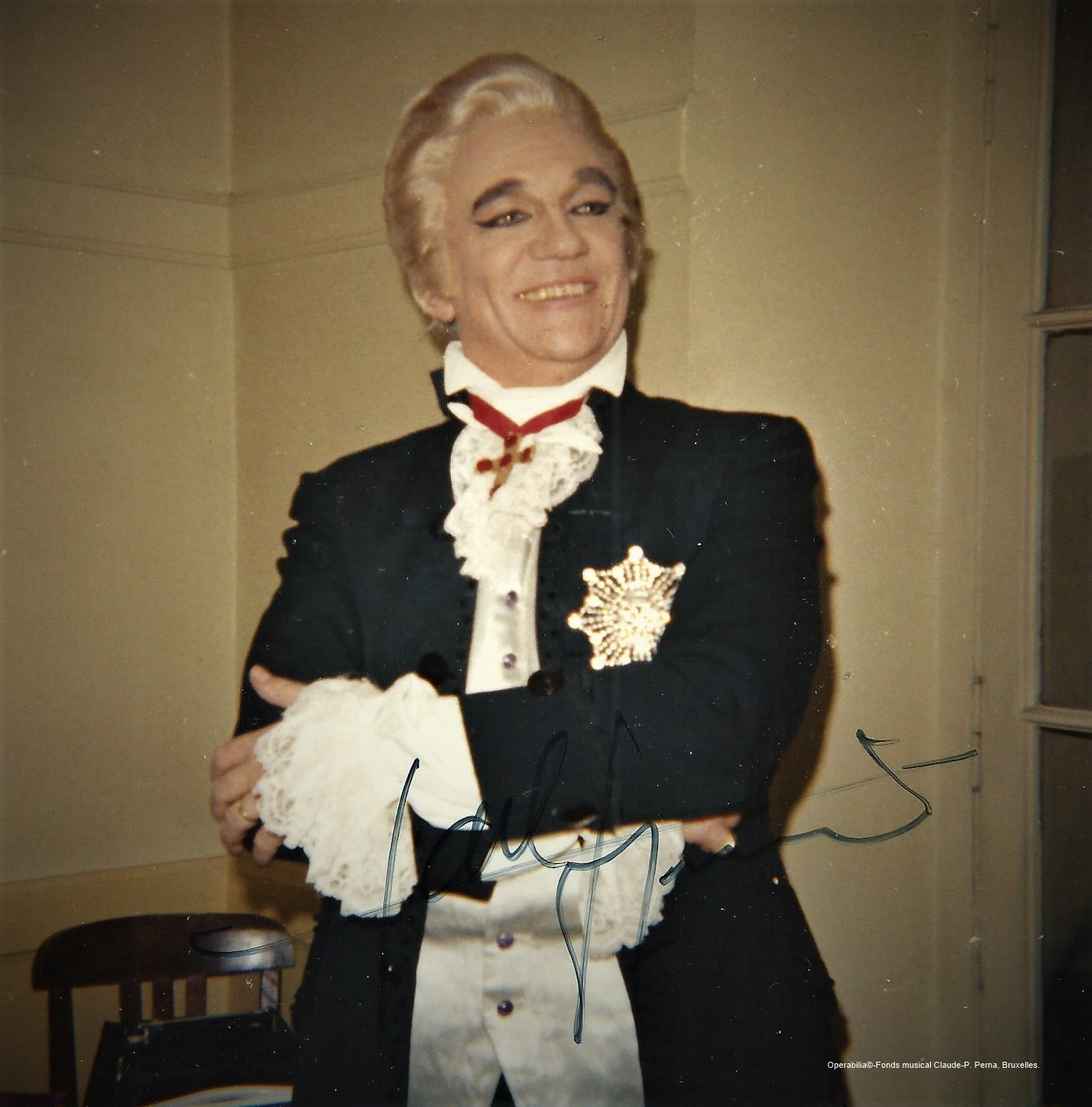
Gabriel Bacquier, Scarpia, Tosca, Lyric Opera, Chicago

Gabriel Bacquier est un artiste lyrique (baryton-basse) français né le 17 mai 1924 à Béziers (Hérault) et mort le 13 mai 2020 à Lestre (Manche).

## Biographie
Attiré surtout par le dessin, Gabriel Bacquier s'inscrit à l’École des beaux-arts de Montpellier.
Durant la Seconde Guerre mondiale, ses parents le font entrer aux chemins de fer, où ils étaient eux-mêmes employés, afin de lui éviter le STO. Assujetti aux « trois-huit », le jeune Bacquier prend pour se changer les idées des cours de chant chez un professeur de Béziers, Mme Bastard, laquelle ne tarde pas à discerner ses qualités vocales. Elle propose à ses parents de le présenter au Conservatoire de Paris. Il y est admis en 1945.
Il en sort en 1950 mais sa carrière peine à démarrer. Après s’être produit au cabaret et dans des salles de cinéma, il entre dans la troupe de La Monnaie à Bruxelles puis, en 1956, dans la troupe de la RTLN qui réunit l'Opéra-Comique et l'Opéra de Paris.
Remarqué par Gabriel Dussurget, directeur artistique de l’Opéra de Paris et fondateur du festival d’Aix-en-Provence, il se voit confier le rôle de Scarpia aux côtés de Renata Tebaldi dans Tosca puis le rôle-titre de Don Giovanni, qu’il aborde le 9 juillet 1960 pour la première fois sous la direction d’Alberto Erede. La télévision est présente et lance la longue carrière de Gabriel Bacquier.
Parmi les nombreux rôles qu'il a interprétés, on peut citer Don Giovanni et Leporello dans Don Giovanni, Alfonso dans Così fan tutte et le comte Almaviva dans Les Noces de Figaro de Mozart, Golaud dans Pelléas et Mélisande de Claude Debussy, Iago dans Otello, Fra Melitone dans La Force du destin et Falstaff (rôle-titre) de Giuseppe Verdi, les 4 diables dans Les Contes d'Hoffmann, le roi Pausole dans Les Aventures du Roi Pausole d'Arthur Honegger, le roi de Trèfle dans L'Amour des trois oranges de Prokofiev, etc.
Grand mozartien mais également défenseur des ouvrages baroques (Gluck, Rameau, etc.), Gabriel Bacquier parcourt le monde et obtient le succès en interprétant les œuvres de compositeurs aussi variés que Gioachino Rossini, Hector Berlioz, Vincenzo Bellini, Gaetano Donizetti, Giuseppe Verdi, Giacomo Puccini, Ambroise Thomas, Léo Delibes, Charles Gounod, Jules Massenet, Gustave Charpentier, Claude Debussy, Paul Dukas ou Maurice Ravel. Il crée aussi des œuvres de Daniel-Lesur, Maurice Thiriet, Jean-Michel Damase ou encore Gian Carlo Menotti (Le dernier sauvage)…
Son répertoire comprend également l’opérette, notamment les Viennois (Johann Strauss II et Franz Lehár), et surtout Jacques Offenbach. Ses points d’attache principaux sont le Metropolitan Opera de New York, l’Opéra de Paris, le Royal Opera House de Londres et le Wiener Staatsoper.
Véritable « diseur » attaché à l'intelligibilité du texte, il donne de nombreux récitals de mélodies, du Carnegie Hall de New York au théâtre de la Ville à Paris.
Gabriel Bacquier meurt le 13 mai 2020 à son domicile de Lestre (Manche) à l’âge de 95 ans,.

## Distinctions
En tant qu'ambassadeur du chant français, Gabriel Bacquier s'est vu décerner de nombreux prix et distinctions. Il a été honoré deux fois par les Victoires de la musique (en 1985 comme meilleur artiste lyrique et en 2002 pour l'ensemble de la carrière) et a reçu de multiples prix du disque ainsi que l’International Fidelio Medal of de Directors. L'Académie du disque lyrique lui a décerné le prix Herbert von Karajan (destiné à récompenser une carrière exceptionnelle discographique et théâtrale) en 2004 et deux Orphées d'or en 2004 et 2013.
Parmi ses autres récompenses, on peut citer le prix national du Disque et prix Charles-Panzéra en 1963, le prix Lily-Pons en 1966 et la Cigale d'or (félibre majoral) attribuée par le Festival d'Aix-en-Provence en 1975, et reçoit la médaille de vermeil de la Ville de Paris.

## Décorations
- Chevalier de la Légion d'honneur en 1975[6]
- Officier de l'ordre national du Mérite
- Commandeur de l'ordre des Arts et des Lettres
- Commandeur de l'ordre du Mérite culturel (Monaco)

## Discographie sélective
- Hector Berlioz :
  - Béatrice et Bénédict, avec Susan Graham, Jean-Luc Viala, Sylvia McNair, chœur et orchestre de l'Opéra de Lyon, John Nelson (dir.) – Erato, 1992
  - La Damnation de Faust, avec  Janet Baker, Nicolai Gedda, Pierre Thau, chœur et orchestre de l'Opéra de Paris, Georges Prêtre (dir.) – EMI, 1970
- Claude Debussy : Pelléas et Mélisande, avec Henri Gui, Jeannette Pilou, Nicola Zaccaria, chœur et orchestre de la RAI, Lorin Maazel (dir.) – GOP, 1969 live
- Léo Delibes : Lakmé, avec Joan Sutherland, Alain Vanzo, Jane Berbié, chœur et orchestre de l'Opéra de Monte-Carlo, Richard Bonynge (dir.) – Decca, 1967
- Gaetano Donizetti : La Favorite  – Decca, 1974
- Arthur Honegger : Les Aventures du roi Pausole, avec Christine Barbaux, Rachel Yakar, Madrigalistes de Bâle, Mario Venzago (dir.) – Musiques Suisses, 1993
- Giacomo Meyerbeer : Les Huguenots, avec Joan Sutherland, Martina Arroyo, Huguette Tourangeau, Anastasios Vrenios, Nicola Ghiuselev, Ambrosian Opera Chorus, New Philharmonic Orchestra, Richard Bonynge (dir.) – Decca, 1969
- Jacques Offenbach :
  - La Belle Hélène, avec Jessye Norman, John Aler, Charles Burles, Jean-Philippe Lafont, chœur et orchestre du Capitole de Toulouse, Michel Plasson (dir.) – EMI Classics, 1985
  - Les Contes d'Hoffmann, avec Albert Lance, Mady Mesplé, Suzanne Sarroca, Andréa Guiot, Julien Giovannetti, Robert Massard, Yves Bisson, Solange Michel, Gérard Serkoyan, Jésus Etcheverry (dir.) – Mondiophone MSA 7002 / Adès C 8002, 1965
  - Les Contes d'Hoffmann, avec Joan Sutherland, Plácido Domingo, orchestre de la Radio suisse romande, Pro Arte de Lausanne, Richard Bonynge (dir.) – Decca, 1976
  - Les Contes d'Hoffmann, avec Roberto Alagna, Natalie Dessay, Sumi Jo, Leontina Vaduva, José van Dam, chœur et orchestre de l'Opéra de Lyon, Kent Nagano (dir.) – Erato, 1996
  - La Périchole, avec Teresa Berganza, José Carreras, chœur et orchestre du Capitole de Toulouse, Michel Plasson (dir.) – EMI Classics, 1982
- Serge Prokofiev : L'Amour des trois oranges, avec Catherine Dubosc, Jean-Luc Viala, Georges Gautier, Jules Bastin, chœur et orchestre de l'Opéra de Lyon, Kent Nagano (dir.) – Erato, 1989
- Maurice Ravel : L'Heure espagnole avec Jane Berbié, Jean Giraudeau, José van Dam, Orchestre national de l'ORTF, Lorin Maazel (dir.) – Deutsche Grammophon, 1965
- Georges Bizet : La Jolie fille de Perth avec June Anderson, Catherine Glover, Alfredo Krauss, Henry Smith, Gino Quilico, Le Duc de Rothsay, José Van Dam, Ralph, Margarita Zimmermman, Mab, Gabriel Bacquier, Simon Glover, Daniel Ottewaere, Un majordome, Philippe Duminy, Un ouvrier, Christian Jean, Un seigneur. Chœur de Radio France, Nouvel Orchestre Philharmonique, dir. Georges Prêtre. CD Emi classics 1985, report 2009.

Parmi ses enregistrements importants, on peut aussi citer les intégrales de la trilogie de Mozart-da Ponte (Les Noces de Figaro, Don Giovanni et Così fan tutte  en 1962, 1968, 1971, 1974 et 1979), plusieurs opéras de Verdi, un récital de mélodies avec Jean Laforge et un récital d’airs d’opéra dirigé par Jésus Etcheverry (ces deux disques distribués par Universal).
Une compilation, L'Art de Gabriel Bacquier, regroupant des airs d'opéras, d'opérettes et des mélodies est parue chez Decca en 2012.

## Vidéographie
- Giuseppe Verdi : Falstaff avec Gabriel Bacquier, Richard Stilwell, Karan Armstrong, chœurs des Opéras de Berlin et de Vienne, Wiener Philharmoniker, Georg Solti (dir.), Götz Friedrich (réal.) - Unitel/Deutsche Grammophon, 1979

## Publication
- Verdi, en collaboration avec Sylvie Oussenko, Eyrolles, 2013  (ISBN 2212548001).